# Corsham Court
Corsham Court est une maison de campagne anglaise dans un parc conçu par Capability Brown. Elle est dans la ville de Corsham, à 3 milles (5 km) à l'ouest de Chippenham, Wiltshire et se distingue par sa collection de beaux-arts, basée sur le noyau de peintures héritées en 1757 par Paul Methuen de son oncle, Paul Methuen, le diplomate. C'est actuellement la maison de l'actuel baron Methuen, James Methuen-Campbell, la huitième génération des Methuen à y vivre.

## Histoire ancienne
Corsham est un manoir royal à l'époque des rois saxons, réputé pour avoir été le siège d'Æthelred le Malavisé. Après Guillaume le Conquérant, le manoir continue à se transmettre de génération en génération dans la famille royale. Il fait souvent partie de la dot des reines d'Angleterre à la fin du XIVe et au début du XVe siècle, devenant connu sous le nom de Corsham Reginae. Au XVIe siècle, le manoir revient à deux épouses d'Henri VIII, à savoir Catherine d'Aragon jusqu'en 1536, et Catherine Parr jusqu'en 1548.
Sous le règne d'Élisabeth Ire le domaine quitte la famille royale et la maison actuelle est construite en 1582 par Thomas Smythe. Le propriétaire de Corsham Court au milieu du XVIIe siècle est le commandant de la nouvelle armée parlementaire du Wiltshire ; sa femme, Lady Margaret Hungerford, construit ce qui est connu sous le nom de Hungerford Almshouses au centre de la ville.
Une arche d'entrée est construite au sud de la maison vers 1700–20. L'arc, de style baroque est flanqué de piliers massifs en pierre de taille avec des fleurons sphériques.

## Famille Methuen
La maison est achetée en 1745 par Paul Methuen pour son cousin, également nommé Paul Methuen, dont le petit-fils devient le baron Methuen. La maison reste le siège de la famille Methuen.
En 1761-1764, Capability Brown est chargé de redessiner et d'agrandir la maison et d'aménager le parc . Brown établit le style du bâtiment actuel en conservant les écuries élisabéthaines, l'école d'équitation, et le grand pignon de la maison, qu'il double en profondeur et fournit des ailes à pignon à chaque extrémité de la maison, créant la galerie de tableaux et les salles d'apparat dans l'aile est et une bibliothèque et de nouvelles cuisines dans l'aile ouest. La Picture Gallery est conçue comme un triple cube et a un plafond à caissons en plâtre sur une haute anse stuquée de volutes, conçue par Brown  et réalisée par Thomas Stocking de Bristol (1763-1766). La Long Gallery contient des maîtres anciens italiens, avec une commode en marqueterie remarquable et une paire de chandeliers assortis de John Cobb (1772) et quatre verres à trumeau conçus par Robert Adam (1770).
Capability Brown travaille aussi comme architecte paysagiste à Corsham . Son plan de 1761 pour l'aménagement du parc le sépare des terrains d'agrément à l'aide d'un ha-ha (clôture enfoncée) afin que la vue de la maison ne soit pas obstruée. Brown prévoit d'agrandir les étangs à poissons pour créer un lac et construit une orangerie (aucune des deux ne subsiste) et construit un bain gothique (qui existe encore) . Il crée une « grande promenade » qui s'étend sur un kilomètre et demi à travers des touffes d'arbres. Une arche ornementale est construite afin que la famille et leurs invités puissent passer sous l'emprise publique sans avoir à la traverser. Brown plante également des écrans d'arbres autour du parc pour masquer les routes et les champs au-delà, rendant la vue plus arcadienne. L'aménagement du parc et des jardins de Brown représente sa commande la plus importante après le palais de Blenheim .
En 1795, Paul Cobb Methuen charge Humphry Repton de terminer le paysage, laissé inachevé à la mort de Brown avec le lac encore à terminer, et en 1796 charge John Nash de remodeler complètement la façade nord dans le style gothique de Strawberry Hill, battant l'expérimenté James Wyatt pour le marché. Nash améliore d'autres zones des travaux de construction externes de Brown, notamment la maison de bain gothique de Brown dans l'avenue du Nord, et réorganise l'aménagement intérieur pour former un grand hall et une bibliothèque, au centre desquels se trouve la grande table de bibliothèque associée à un paiement au partenaire de Thomas Chippendale Haig, en 1779 . En 1808, une grande partie du travail de Nash est remplacée par une structure plus solide, lorsqu'on découvre qu'il avait utilisé du bois non séché dans les poutres et les solives ; tout le travail de Nash à Corsham, à l'exception de la bibliothèque, est détruit lorsqu'il est rénové par Thomas Bellamy (1798-1876) en 1844-1849 , pendant la propriété de Paul Methuen (1er baron Methuen), qui est député pour le Wiltshire et Wiltshire Nord.

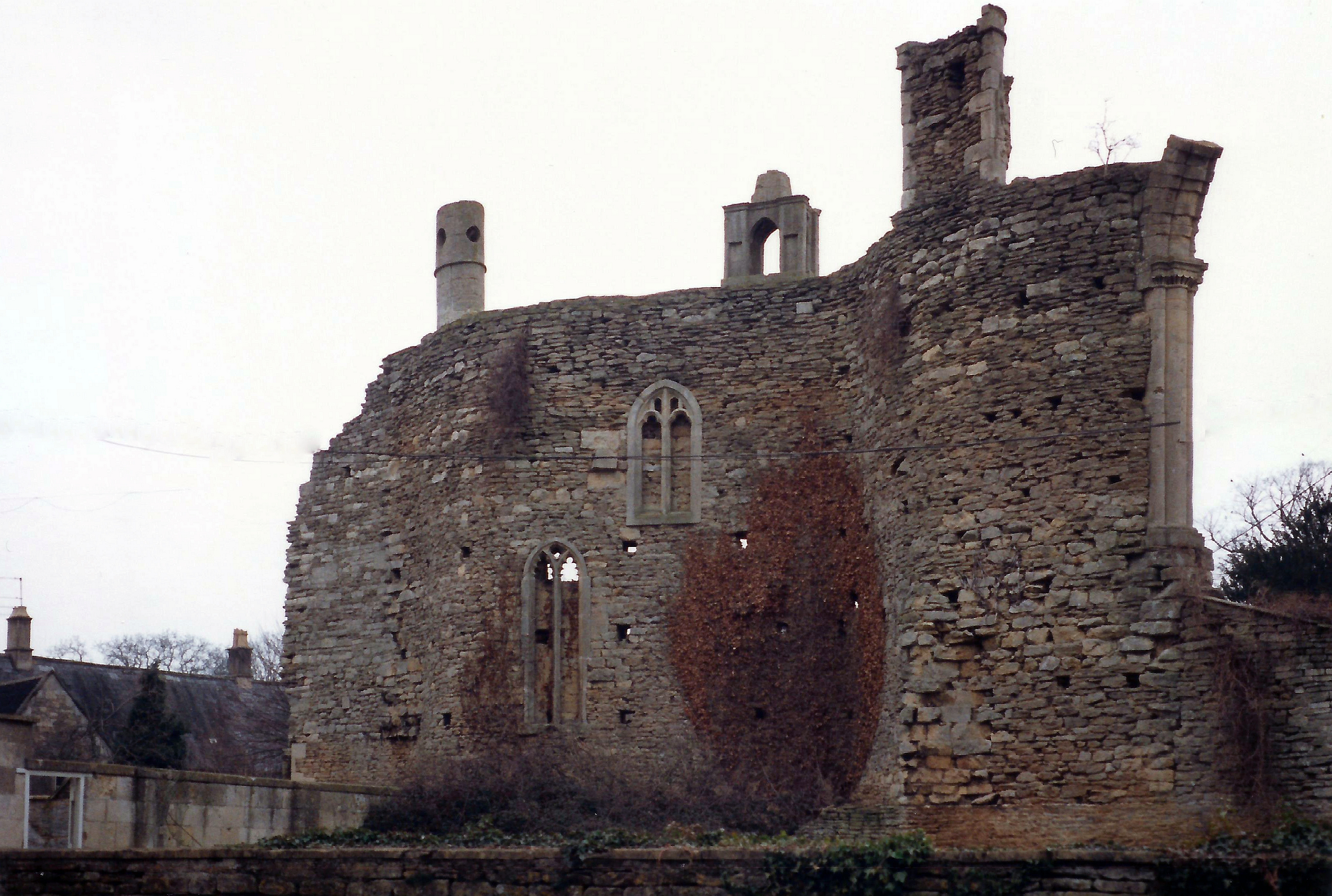
La ruine factice

Brown prévoyait d'inclure un lac 50 000& m². Ce lac, cependant, n'estachevé qu'une quarantaine d'années plus tard, par Repton, qui noue sa longue relation de travail avec Nash à Corsham Court. Ils aménagent des avenues et plantent des arbres spécimens, dont des chênes américains, Quercus coccinea et Q phellos, et le magnifique platane oriental. Les motifs comprennent également une ruine de folie, construite par Nash vers 1797, incorporant de la maçonnerie médiévale et des matériaux de la maison de bain du XVIIIe siècle construite par Brown.
En 1960, la maison et la maison de bain sont classées au grade I et l'ensemble des écuries, du centre équestre et de l'arche d'entrée au grade II *. Le parc est classé Grade II * sur le registre des parcs et jardins historiques en 1987.

## Académie des arts de Bath
À la suite de la destruction de leurs locaux pendant la Seconde Guerre mondiale, la Bath Academy of Art (aujourd'hui la Bath School of Art and Design et une partie de l'université de Bath Spa) déménage à Corsham Court en 1946  à l'invitation de Paul Ayshford Methuen, 4e baron Methuen, qui est lui-même un peintre distingué et à l'époque président de la Royal West of England Academy. Durant son séjour à Corsham jusqu'en 1986, les professeurs de la Bath Academy comprennent de nombreuses figures clés de l'art britannique telles que Kenneth Armitage, Terry Frost, Peter Lanyon, Adrian Heath, Bernard Meadows, William Scott et Howard Hodgkin.
En 2008, l'université Bath Spa revient à Corsham Court, ouvrant des installations pour des projets de recherche, des studios de troisième cycle et de recherche et des zones d'étude pour les artistes et les designers entreprenant des études de niveau master et des doctorats .
Certaines scènes du film Barry Lyndon de Stanley Kubrick en 1975 sont tournées à Corsham Court. En 1993, la maison est le lieu de tournage des Vestiges du jour.